# Brama Kolejowa w Gdańsku
Brama Kolejowa w Gdańsku – zabytkowy element XIX-wiecznych pruskich fortyfikacji Gdańska w postaci bramy kolejowej, tzn. bramy fortecznej wyłącznie dla ruchu kolejowego.

## Położenie i opis budowli
Brama położona jest na południowym krańcu nowożytnych fortyfikacji bastionowych Gdańska, które na tym odcinku przetrwały do dziś w nieznacznie zmienionym stanie. Od wschodu brama przylega bezpośrednio do Bastionu Żubr. Od zachodu brama połączona jest wałem ziemnym z Bramą Nizinną. Od zachodu do Bramy Nizinnej przylega Bastion św. Gertrudy. Wzdłuż opisywanego zespołu fortyfikacji przepływa pozostałość dawnej fosy – Opływ Motławy.
Brama ma postać grobli na Opływie Motławy, wychodzącej spod skarpy Bastionu Żubr. Po grobli tej biegły tory kolejowe. W pobliżu południowego krańca grobli znajduje się most. Pierwotnie był to stalowy most obrotowy. Przebudowa przeprawy na obecnie istniejący most niezwodzony miała miejsce najprawdopodobniej w drugiej dekadzie XX wieku. Pomiędzy mostem a ciągiem fortyfikacji miejskich grobla ta jest otoczona obustronnymi ceglanymi murami z otworami strzelniczymi (ambrazurami). Mur zachodni (zewnętrzny) jest dłuższy od muru wschodniego (wewnętrznego), który kończy się na skarpie Bastionu Żubr. Na południowym krańcu bramy przy moście fortecznym znajdowały się pylony umożliwiające zamontowanie na nich wsuwanych metalowych sztab w celu zablokowania ruchu. Oprócz tego północny kraniec bramy, położony w ciągu miejskich wałów, posiadał zamykane stalowe wrota. Do dziś przetrwały głównie ruiny murów i pylony.
Była to jedna z trzech bram kolejowych Gdańska, obok dwóch nieistniejących już bram drogowo-kolejowych – położonej nieopodal Bramy Oruńskiej oraz leżącej na północy miasta Bramy Oliwskiej. Bramy te zostały jednak wzniesione jako bramy drogowe, dopiero z czasem zyskując dodatkową funkcję kolejową. Brama Kolejowa była natomiast od początku wznoszona wyłącznie jako obiekt pełniący funkcję kolejową i była pierwszą bramą umożliwiającą ruch pociągów do Gdańska. Jest również jedynym obiektem pełniącym tę funkcję, który zachował się w Gdańsku.
Południowy kraniec bramy leży przy ul. Mostowej, a północny przy ul. Grodza Kamienna. Brama w całości znajduje się w dzielnicy Orunia-Św. Wojciech-Lipce, której granica ze Śródmieściem, biegnąca Opływem Motławy, przebiega w tym miejscu bezpośrednio po konturach obiektu. Część Śródmieścia, z którą graniczy północny kraniec bramy, to Stare Przedmieście. Tereny znajdujące się po południowej stronie bramy były historycznie nazywane Starymi Szkotami i Orunią nad Motławą.

## Historia
Brama Kolejowa została wzniesiona w 1852 r. w związku z dotarciem kolei do Gdańska – była to linia biegnąca z Tczewa, stanowiąca odgałęzienie Pruskiej Kolei Wschodniej (niem. Ostbahn), łączącej Berlin z Królewcem. Linia ta kończyła się dworcem czołowym o charakterze pasażersko-towarowym, położonym bezpośrednio za Bramą Kolejową, pomiędzy dzisiejszymi ulicami Grodza Kamienna i ulicą Toruńską, tzn. dworcem Gdańsk Brama Nizinna. Stacja posiadała bocznice położone nad Motławą, ciągnące się w głąb Wyspy Spichrzów, które pozwalały na przeładunek kolejowo-wodny.
Ruch pociągów przez bramę był prowadzony od 1852 roku, początkowo po linii jednotorowej, powiększonej później o drugi tor. Od 1867 r. na południowym przedpolu bramy, od torów odgałęziała się nowa linia kolejowa, umożliwiająca bezpośredni ruch pociągów ze stacji Gdańsk Brama Nizinna do Nowego Portu. Odbijała ona ostrym łukiem wzdłuż Opływu Motławy na zachód, następnie przechodziła przez Bramę Oruńską, gdzie łączyła się z nowymi torami biegnącymi od strony Tczewa i biegła dalej wzdłuż istniejącej jeszcze wtedy fosy zachodnich fortyfikacji Gdańska. Te nowe linie doprowadziły do powstania dworców; Gdańsk Brama Wyżynna, a potem również Gdańsk Główny oraz stacji towarowej Gdańsk Południowy, położonej na przedpolu Bramy Kolejowej. W związku z tym stopniowo traciły na znaczeniu i obiekt, i położony za bramą dworzec Brama Nizinna. W 1896 r. wstrzymano ruch pasażerski przez Bramę Kolejową.
W 1893 r. brama doczekała się przebudowy, związanej z powstaniem nowej, jednotorowej linii towarowej na Dolne Miasto i Sienną Groblę, częściowo zachowanej do dziś. Linia ta rozpoczynała się rozjazdem ulokowanym pomiędzy mostem fortecznym, a pylonami wjazdowymi bramy, w związku z czym poszerzono południowy wjazd i zbudowano dodatkowe wrota północne przy skarpie Bastionu Żubr. Linia ta skręcała za bramą ostro na wschód wzdłuż skarpy Bastionu Żubr, biegnąc do Królewskiej Fabryki Karabinów położonej przy ul. Łąkowej oraz przemysłowych rzeźni położonych przy ul. Angielska Grobla.
Po zakończeniu II wojny światowej przez bramę przejeżdżały transporty z ludnością polską wysiedloną z terenów kraju zajętych przez Związek Radziecki. Stacja Gdańsk Brama Nizinna (po wojnie nazywana stacją Gdańsk Kłodno), była miejscem rozładunku przesiedleńców i kierowania ich do zasiedlania miasta. Fakt ten upamiętnia odsłonięty w 2015 r. obelisk na północnym krańcu bramy.
Regularny niepasażerski ruch kolejowy przez bramę był utrzymywany do 1995 r. Potem odbywał się on incydentalnie. W 2007 r. całkowicie wstrzymano ruch kolejowy przez bramę, a w 2011 r. rozebrano tory.

## Plany na przyszłość
Starotorze linii przebiegającej przez bramę ma docelowo zostać zamienione w ulicę, zwaną roboczo Nową Chmielną (stanowiącą przedłużenie ul. Chmielnej do ul. Równej), przy zachowaniu istniejących reliktów bramy. Stanowiłaby ona dodatkowy wjazd do Śródmieścia od strony Oruni. Plan zagospodarowania tego terenu z 2007 r. zakładał realizację jednojezdniowej ulicy z torami tramwajowymi w jezdni (nowa linia tramwajowa biegnąca od Podwala Przedmiejskiego do planowanego wówczas węzła integracyjnego Czerwony Most, który miał znaleźć się na obecnej stacji techniczno-postojowej Gdańsk Południowy). Ponadto realizacja ulicy ma spowodować wyłączenie z ruchu kołowego Bramy Nizinnej, ostatniej gdańskiej bramy przez wrota której odbywa się ruch samochodowy.
Plany te uległy częściowej zmianie. Aktualne Studium uwarunkowań i kierunków zagospodarowania przestrzennego miasta Gdańsk nie przewiduje już realizacji linii tramwajowej w tym miejscu, a także węzła Czerwony Most, przy czym w planach pozostała dalej ulica Nowa Chmielna. Po 2020 r. miasto Gdańsk skupiło się na realizacji ulicy Nowej Chmielnej wyłącznie na odcinku Bramy Kolejowej, w celu wyprowadzenia ruchu kołowego z Bramy Nizinnej, dla ratowania zabytku, poprzez wrota której miałby odbywać się tylko ruch pieszy i rowerowy. Prace budowlane rozpoczęły się w 2021 roku, a ulica miała posiadać nawierzchnię z bruku. Roboty nie wyszły poza etap badań archeologicznych i prac ziemnych, ponieważ w 2022 r. miasto Gdańsk zaniechało inwestycji i rozwiązało umowę z wykonawcą, jako powód podając wygórowane żądania wojewódzkiego konserwatora zabytków w zakresie kolejnych prac archeologicznych, wykraczające poza przyjęty kosztorys inwestycji i pierwotne ustalenia z konserwatorem. W toku prac archeologicznych odkryto przyczółek nieistniejącego mostu obrotowego. Wojewódzki konserwator zabytków uważa, że wykonanie inwestycji w jej pierwotnym założeniu zniszczyłoby odkryte relikty.

## Galeria

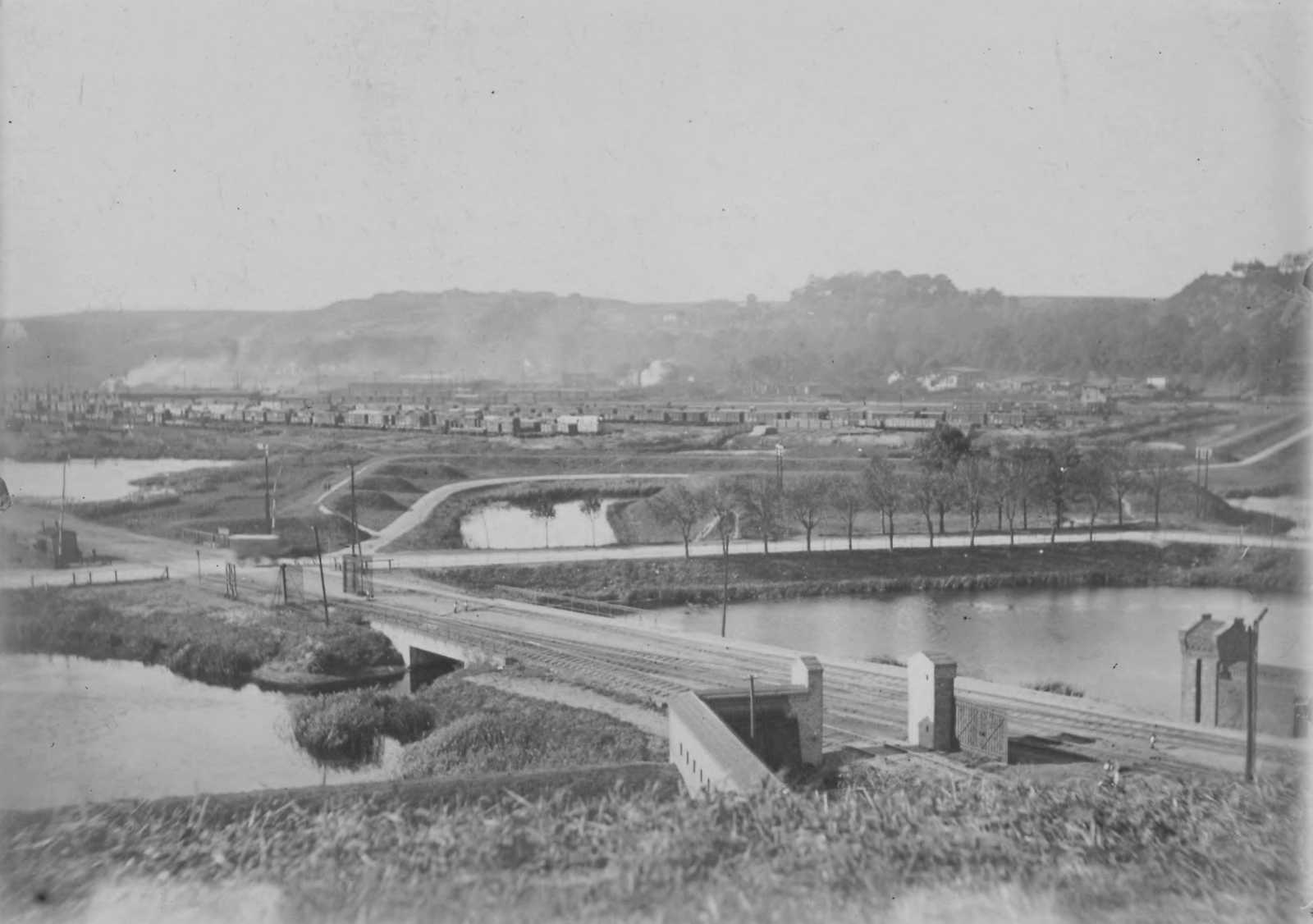
Brama w 1921 r. Widok z Bastionu Żubr w kierunku południowym
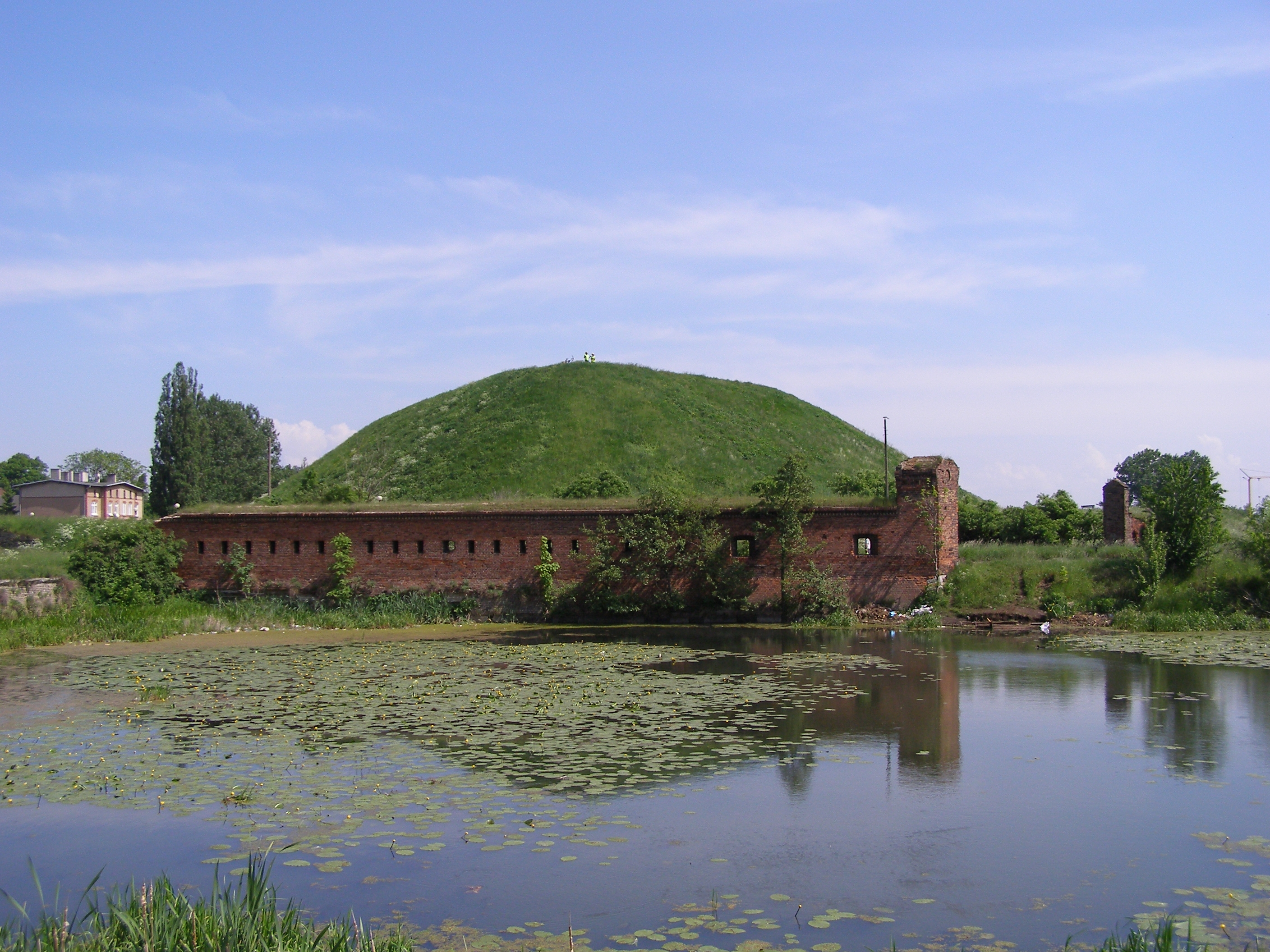
Zewnętrzny mur, stan na 2013 r.
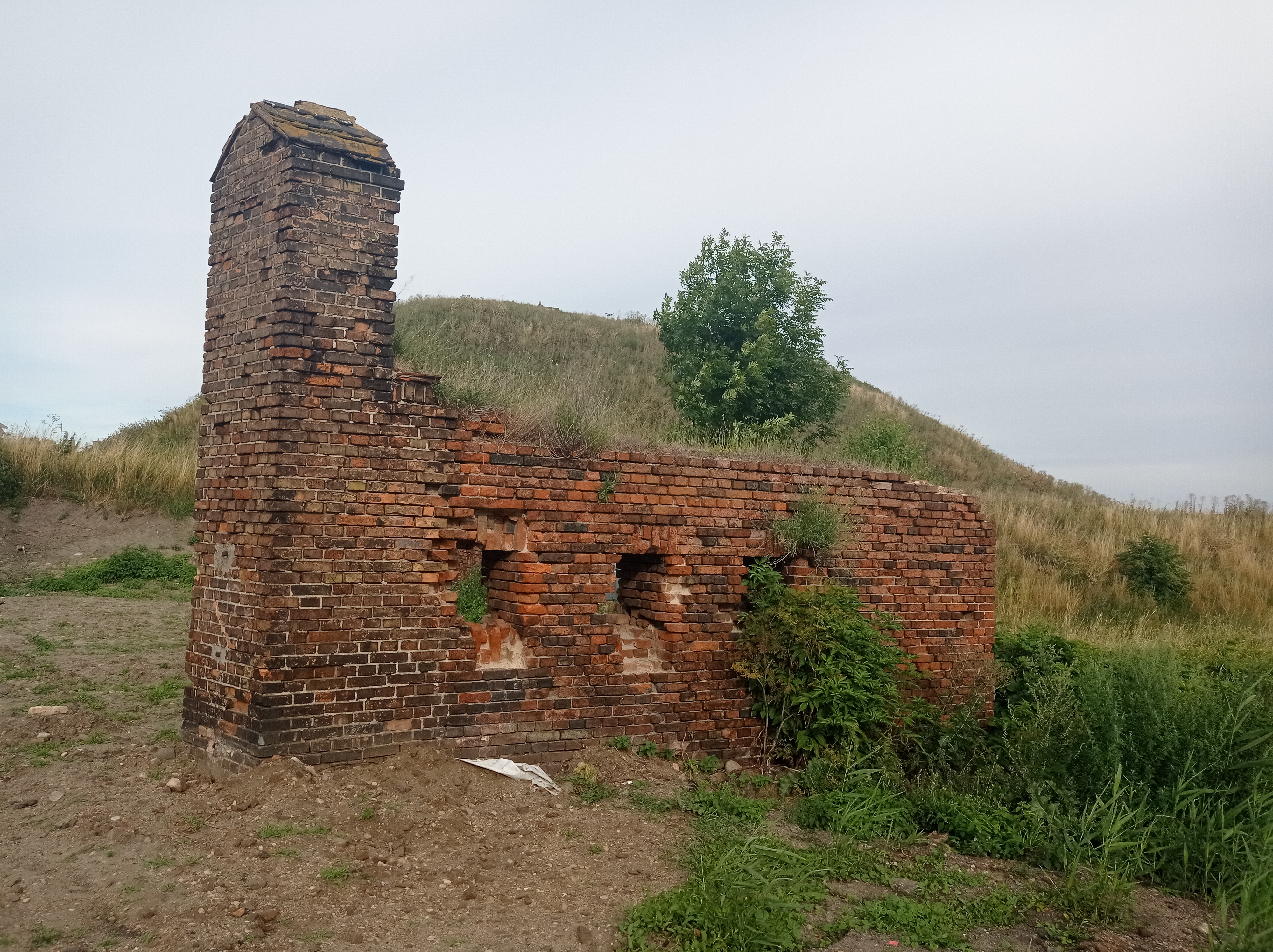
Wewnętrzny mur, stan na 2022 r.
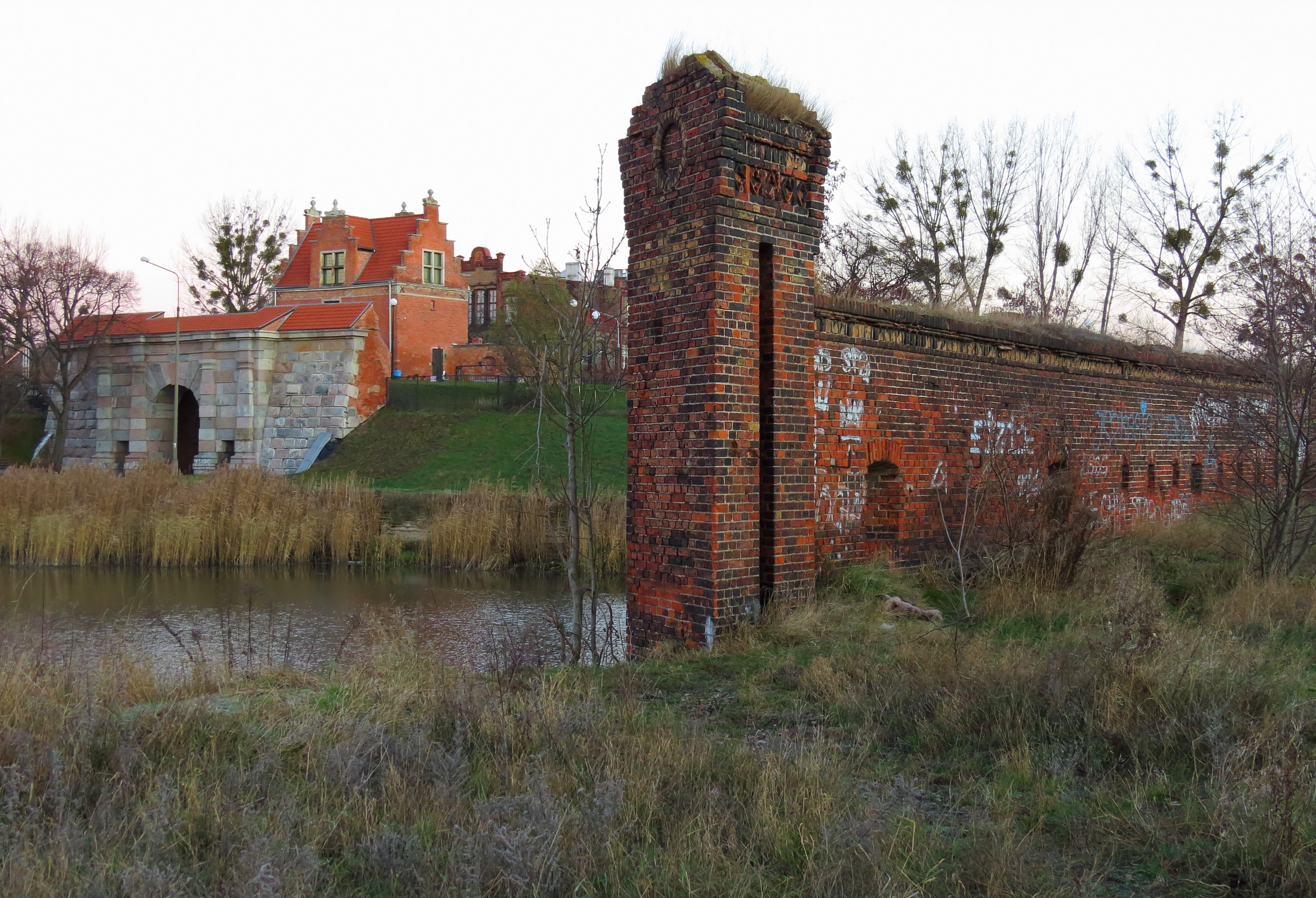
Zachowany pylon wjazdowy z widoczną szczeliną na pancerne sztaby blokujące wjazd
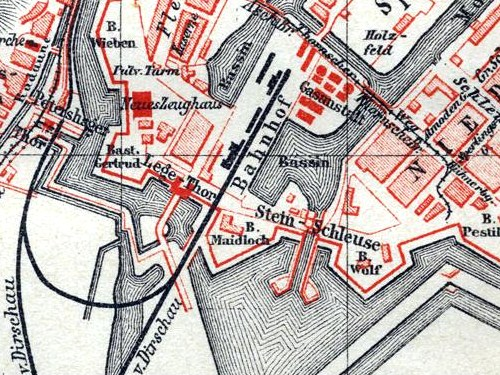
Brama na mapie z 1885 r. Widoczna łącznica prowadząca na zachód, do Bramy Oruńskiej
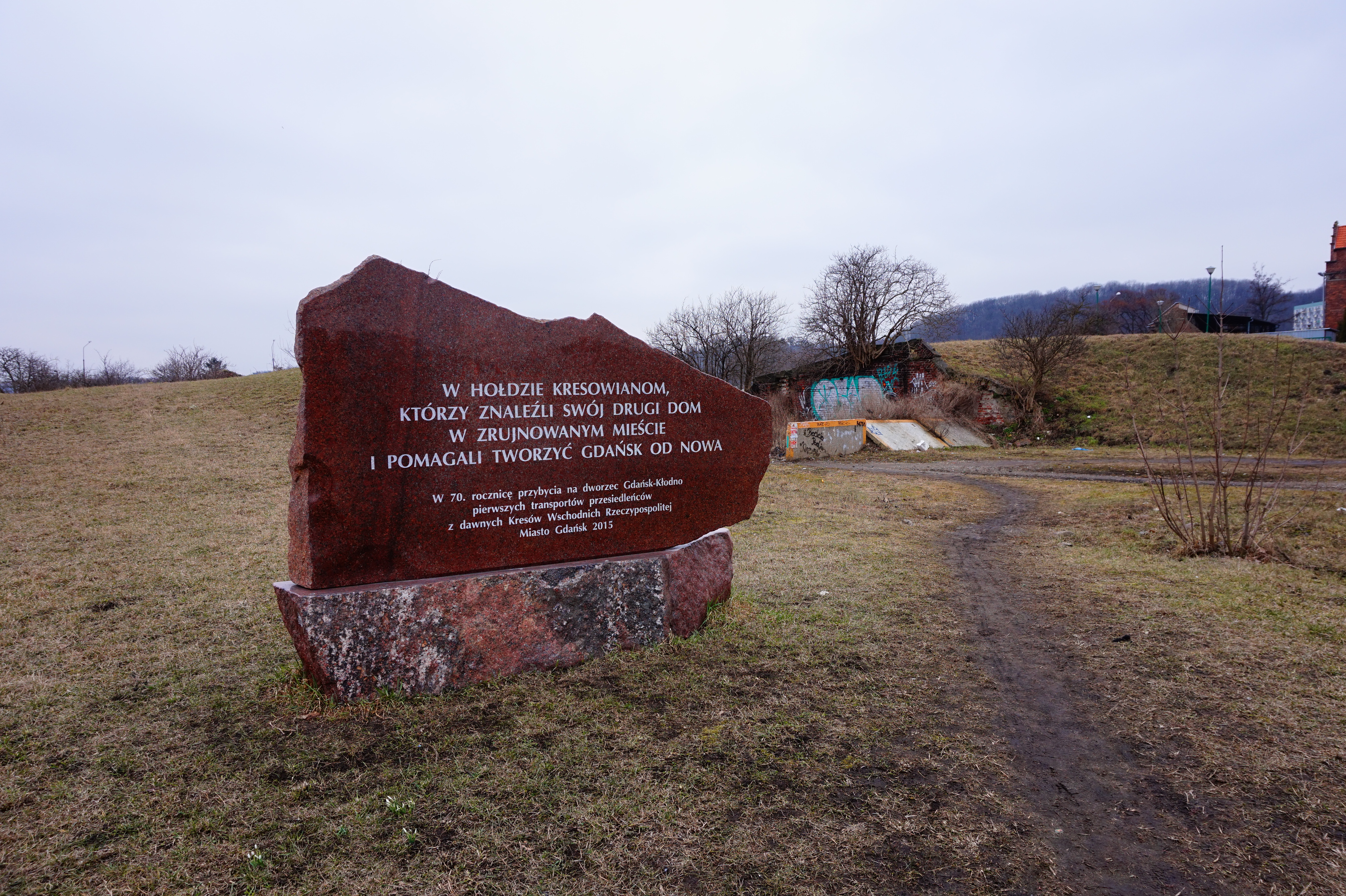
Obelisk upamiętniający przesiedleńców
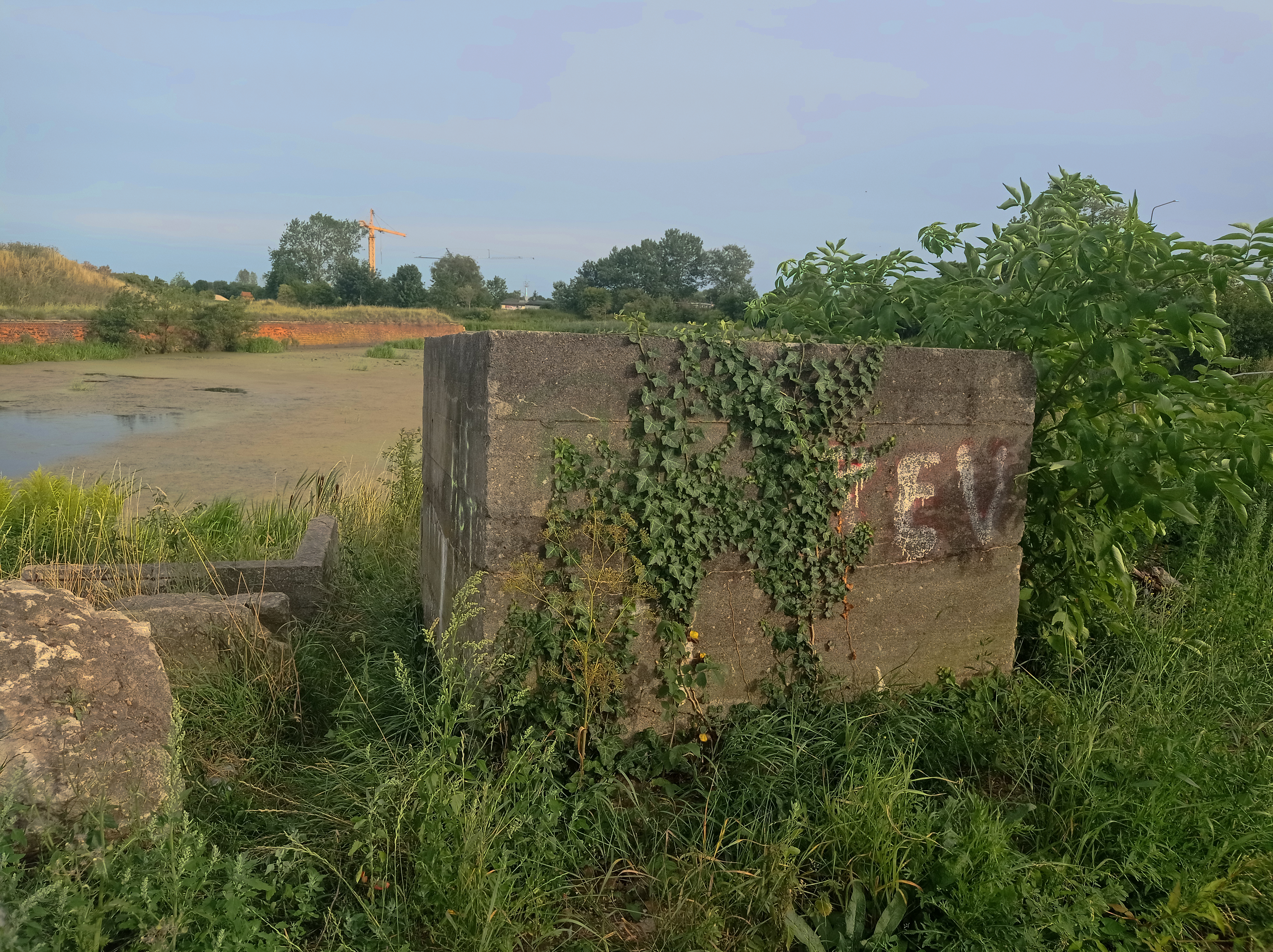
Pozostałości zapory przeciwpancernej z końca II wś. przed mostem fortecznym